# Sapekhburto K'lubi Ameri
Il Sapekhburto K'lubi Ameri (in georgiano საფეხბურთო კლუბი ამერი?), meglio nota come Ameri Tbilisi, è stata una società calcistica georgiana con sede nella città di Tbilisi. Nella sua storia ha vinto due coppe di Georgia e due supercoppe di Georgia.

## Storia
Il club venne fondato nel 2002 e guadagnò la promozione in Pirveli Liga, seconda serie nazionale, al termine della stagione 2002-2003. Nella stagione successiva si classificò al dodicesimo posto, ma non retrocesse poiché due squadre durante il campionato si ritirarono. Nella stagione 2004-2005 la squadra si classificò al primo posto della Pirveli Liga, venendo promosso per la prima volta in Umaglesi Liga, la massima serie nazionale georgiana. Al termine della stagione 2005-2006 il club finì al settimo posto in campionato, e vinse la coppa nazionale, battendo in finale il Zest'aponi dopo i tiri di rigore. Grazie a questo successo venne ammesso alla Coppa UEFA per l'edizione 2006-2007, raggiungendo il secondo turno preliminare dove venne eliminato dai tedeschi dell'Hertha Berlino. Alla sua seconda partecipazione in Umaglesi Liga concluse il campionato al terzo posto e vinse la sua seconda coppa nazionale, battendo nuovamente in finale il Zest'aponi. La seconda partecipazione alla Coppa UEFA si concluse subito al primo turno preliminare, venendo eliminato dopo i tiri di rigore dai polacchi del GKS Bełchatów. Nonostante il quinto posto finale nella Umaglesi Liga 2007-2008, non si iscrisse al campionato di massima serie della stagione successiva a causa di problemi finanziari, iscrivendosi alla Pirveli Liga. Al termine della stagione 2008-2009 vinse il suo raggruppamento in Pirveli Liga, ma rinunciò alla promozione in Umaglesi Liga. Nel 2009 la squadra venne sciolta per problemi finanziari.

## Palmarès

### Competizioni nazionali
- Coppa di Georgia: 2

2005-2006, 2006-2007
- Supercoppa di Georgia: 2

2006, 2007
- Erovnuli Liga 2: 1

2004-2005

### Altri piazzamenti
- Campionato georgiano:

Terzo posto: 2006-2007
- Coppa di Georgia:

Finalista: 2007-2008

## Statistiche

### Partecipazione alle competizioni UEFA
| Stagione  | Torneo     | Turno                     | Club           | Andata | Ritorno   | Totale         |
| --------- | ---------- | ------------------------- | -------------- | ------ | --------- | -------------- |
| 2006-2007 | Coppa UEFA | Primo turno preliminare   | Banants        | 0-1    | 2-1       | 2-2 (gfc)      |
| 2006-2007 | Coppa UEFA | Secondo turno preliminare | Hertha Berlino | 0-1    | 2-2       | 2-3            |
| 2007-2008 | Coppa UEFA | Primo turno preliminare   | GKS Bełchatów  | 0-2    | 2-0 (dts) | 2-2 (rig: 4-6) |